# Pré-championnat de France féminin de kin-ball 2005-2006
En 2005-2006 a eu lieu un pré-championnat de France de kin-ball. Le but était de préparer le lancement officiel du championnat de France de kin-ball féminin et masculin l'année suivante: 2006-2007.
Vainqueur SCO Kin-Ball Angers 1
| Classement | Equipes     | Total |
| ---------- | ----------- | ----- |
| 1er        | Angers 1    | 124   |
| 2e         | Rennes 1    | 91    |
| 3e         | Rennes 2    | 61    |
| 4e         | Montcontour | 58    |